# 저 달이 차기 전에
저 달이 차기 전에는 쌍용자동차 노조원 평택공장 점거 농성 사건을 다룬 다큐멘터리이다.

## 줄거리
중국 상하이기차에 인수되었던 쌍용자동차는 2008년 말이 되자 극심한 자금난에 시달리다 결국 법정관리를 신청하게 된다. 조속한 경영정상화를 기대한 노동자의 바람과는 달리 대규모 희망퇴직과 정리해고 절차가 진행되고 쌍용자동차 노조는 평택공장으로 결집 농성에 들어간다. 이후 노사 대화는 중단되고 경찰의 정문봉쇄등이 이어진다. 평택공장에 갇힌 쌍용자동차 노조원들은 77일간의 옥쇄파업을 펼친다. 이때 '민중의 소리' 촬영팀이 몰래 공장에 잠입하여 2주간 농성노조원과 함께 생활하며 생생한 현장을 카메라에 담았다. 바로 그 현장기록담이 <저 달이 차기 전에>라는 다큐멘터리로 완성된 것이다. 제목은 작품에서 한 노동자가 달을 쳐다보며 "저 달이 보름이 되기 전에 사랑하는 가족 곁으로 갈 수 있었으면.."이라고 한탄하는 장면에서 따온 것이다. 서세진 감독은 "쌍용자동차 옥쇄파업은 정리해고가 만연된 우리 사회에 대한 경종"이었다며 "정식개봉을 통해 더 많은 국민들이 영화를 볼 수 있도록 노력하겠다"고 각오를 밝혔다. 

## 출연

### 주연
- 한상균
- 김주성
- 김장

## 기타
- 프로듀서: 김도균
- 녹음: 김현선
- 사운드믹싱: 고은하
- 디자인: 김태훈
- 디자인: 이보미

## 개봉 및 공개
- 2009년 11월 17일 오후 4시, 국회 의원회관 대강당에서 민주노동당 이정희 의원 주관으로 시사회가 열렸다.
- 2009년 11월 24일 오후 4시, 서울 중구 인디스페이스에서 일반인 대상 시사회가 열렸다.

## 제작진
- 감독: 서세진
- 프로듀서: 김도균
- 구성: 이정미
- 촬영: 홍민철
- 나레이션: 김장
- 녹음: 김현선
- 음악감독: 이원경 (EnA스튜디오)
- 사운드믹싱: 고은하(미디액트)
- 사진: 김철수